# あの夏が聞こえる
「あの夏が聞こえる」（あのなつがきこえる）はJunichi（山本淳一）のソロ曲で『忍たま乱太郎 オリジナル・サウンドトラック其の参』に収録されている。

## 曲の詳細
1. あの夏が聞こえる [5:11]
作詞：吉田勝、作曲・編曲：馬飼野康二
  - NHK教育アニメ『忍たま乱太郎』イメージソング